# Chlorochaeta fuscidorsata
Chlorochaeta fuscidorsata är en fjärilsart som beskrevs av Louis Beethoven Prout 1912. Chlorochaeta fuscidorsata ingår i släktet Chlorochaeta och familjen mätare. Inga underarter finns listade i Catalogue of Life.